# 欧州カイロプラクティック教育評議会
欧州カイロプラクティック教育評議会（おうしゅうカイロプラクティックきょういくひょうぎかい、英語: European Council on Chiropractic Education、略称：ECCE）は、欧州を管轄するカイロプラクティックの専門課程教育を認定（アクレディテーション）する団体である。

## 沿革
- 1981年 - General Council of the European Chiropractors’ Union (ECU)が、欧州でECCE（European Council on Chiropractic Education）が設立する。
- 1986年 - ECCEはECUより独立する。
- 2001年 - アメリアでCCEI（国際カイロプラクティック教育評議会）が設立。

## 認定教育機関
2009年11月認定教育機関が5校
 イギリス
- Anglo-European College of Chiropractic - 1992年より認定
  - Master of Chiropractic
- University of Glamorgan - 2002年より認定
  - Master of Chiropractic

 フランス
- Institut Franco-Europeen de Chiropratique - 1996年より認定
  - Doctor of Chiropractic

 デンマーク
- University of Southern Denmark - 1999年より認定
  - Bachelor of Clinical biomechanics (Chiropractic)

 南アフリカ共和国
- Durban Institute of Technology - 2009年より認定
  - Bacelor in Technology (Chiropractic)/ Master in Technology (Chiropractic)